# 罗伯特·F·肯尼迪遇刺案
罗伯特·F·肯尼迪遇刺案（Assassination of Robert F. Kennedy）发生于1968年6月5日凌晨0点15分。罗伯特·F·肯尼迪身為時任聯邦參議員、前任联邦司法部长、5年前在德克萨斯州达拉斯被刺杀的美国总统约翰·F·肯尼迪的弟弟，在美国加利福尼亚州洛杉矶的大使酒店中遭人枪击。当时他刚刚赢得了加利福尼亚州和南达科他州的民主党总统初选，且有望争取民主党总统候选人的提名。26个小时后，他在好撒玛利亚人医院逝世，享年42岁。
1944年出生的巴勒斯坦／约旦籍移民索罕·索罕被裁定谋杀罪名成立而被判处终身监禁，但他的律师发表声明称其当事人是被陷害的。整个枪击过程由一位报社的自由撰稿人用录音带录制了下来，之后还用到了电影中。
在纽约的圣巴特里爵主教座堂停柩两日供悼客瞻仰後，羅伯特的靈柩于6月8日下葬在阿林顿国家公墓中距其兄約翰墓不远的一处墓壙。他的死促使美国特勤局开始对总统候选人提供保护。之后，休伯特·汉弗莱成为民主党总统候选人参加大选，不过最终败给了共和党的理查德·尼克松。
罗伯特·F·肯尼迪是继1935年9月10日被刺杀的休伊·皮尔斯·朗以来首位被刺杀的联邦参议员。由于5年前他的哥哥约翰·肯尼迪也惨遭刺杀，因而催生大量相关阴谋论。

## 背景

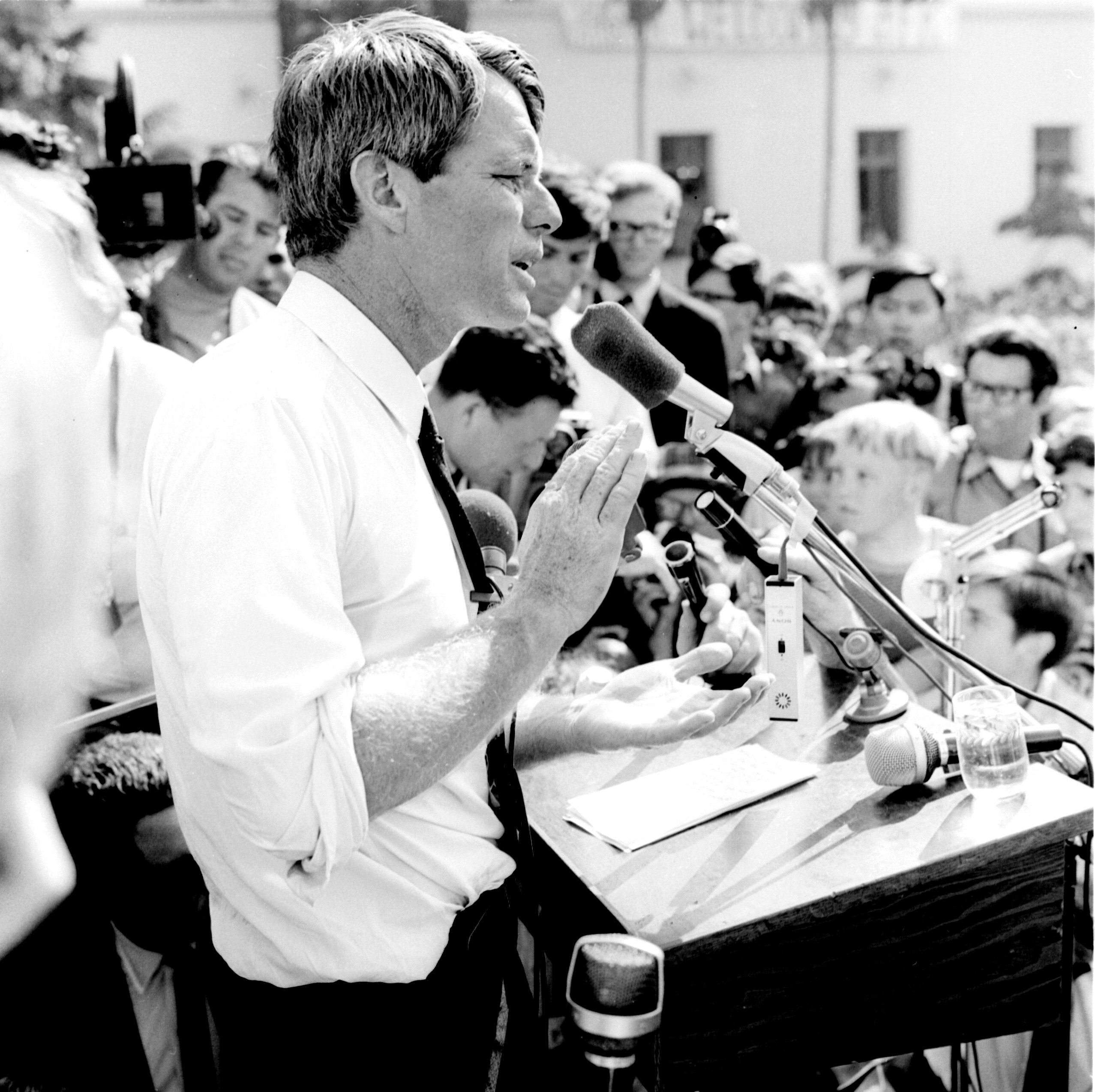
罗伯特·肯尼迪在洛杉矶竞选

1948年，身为《波士顿邮报》记者的罗伯特·F·肯尼迪在以色列宣布独立1个月前到达当时英国托管的巴勒斯坦地区采访，当时他年仅22岁。在这一过程中，他开始对当地的犹太人居民产生敬佩之情。当选参议员后，他也成为以色列坚定的支持者和拥护者。
1961年1月至1964年9月3日，罗伯特担任联邦司法部长，之后他辞去公职开始竞选联邦参议员，并于1965年1月3日成功当选纽约州参议员。
随着1968年美国总统选举的临近，国内反对越战的呼声越来越高，各地不断爆发反战和反政府示威游行，许多大城市甚至发生了严重的骚乱。现任总统林登·约翰逊连任的希望变得越来越渺茫。
1968年4月马丁·路德·金的遇刺导致全国多地发生了更为激烈的暴动，罗伯特于1968年3月16日宣布参加对民主党总统候选人提名的竞争，4天前，另一位参议员尤金·麦卡锡在新罕布什尔州的初选中获得了42%的选票（总统约翰逊则为49%）。两个星期后，沮丧的约翰逊宣布他不会再寻求连任。又一个月后，副总统休伯特·汉弗莱宣布参加总统竞选，他没有参加任何初选，但得到了许多民主党代表的支持。加利福尼亚州初选后，罗伯特以393名代表支持排在第2位，名列有561名代表支持的汉弗莱之后。

## 刺杀
1968年加利福尼亚州总统初选于6月4日（星期二）举行，投票结束4小时后，罗伯特宣布在该州民主党总统初选中获胜。大约太平洋标准时间次日凌晨0点10分时，他在洛杉矶大使酒店的一个舞厅内对支持者们发表了演说。当时美国特勤局还只负责为现任总统提供保护，没有考虑总统候选人的安全问题。所以罗伯特仅有的保护只是一位前联邦调查局探员和两位前职业运动员:24-25。竞选期间，罗伯特总是对人民的贴身接触表示欢迎，而人们也经常为能接触到他而兴奋不已:113-114。
罗伯特原计划在演讲结束后离开舞厅，前去酒店内另一个支持者聚集的地点:264。但是现场的记者们要求召开一场新闻发布会，竞选助理弗雷德·达顿决定让罗伯特先不要去第二个聚会地点，而是穿过舞厅后的厨房和储藏室前去媒体等待的区域。在罗伯特演说完毕并准备离开时，威廉·巴瑞（William Barry）拦住他说：“不不，计划有变，我们走这边:264-265。”达顿和巴瑞在前方为其开路，但罗伯特被包围在人群中，于是开始跟随酒店餐厅领班从后门退出:264-265。
领班带领罗伯特穿过厨房，这一期间参议员仍然在与遇到的其他人握手。两人经过一台靠在右边墙上的制冰机和左边墙上的蒸汽表时，罗伯特向左转身与餐厅杂工胡安·罗米罗（Juan Romero）握手，就在这时，索罕·索罕走上前来，冲过餐厅领班身边，使用手中的.22 LR艾弗-约翰逊左轮手枪朝罗伯特连续开枪射击:266。
罗伯特倒在了地上，随之赶到的巴瑞看到索罕手中的枪后朝他面部猛击两拳，包括两名酒店雇员、作家乔治·普林普顿、奥运会田径十项全能金牌得主拉弗·约翰逊和橄榄球运动员罗西·格瑞尔在内的众人冲上前来制伏还在拼命朝各个方向扣动扳机的索罕，将其抵在蒸汽表盘上缴下了枪。另外还有5人在这一过程中受伤：美国广播公司新闻台的威廉·威赛尔（William Weisel），汽车工人联合会的保罗·沙拉德（Paul Schrade），民主党活动家伊丽莎白·艾凡斯（Elizabeth Evans），大陆新闻服务社的艾拉·哥尔德斯坦（Ira Goldstein）以及肯尼迪竞选活动的志愿者厄尔温·斯托尔（Irwin Stroll）。
一分钟后，索罕挣脱众人再次抓起自己的枪，但他早已打光了所有的子弹并很快被制伏:269。巴瑞走到罗伯特身边并将自己的外套垫在他头下，晚些时候他回忆道：“我马上就知道那是把.22小口径，所以我希望情况不会太糟，但马上我看到了参议员头上的弹孔，然后我就知道（没救）了:269。”记者和摄影师争先恐后地从各个方向冲向事发地点，现场一片混乱。罗伯特受伤倒地后，胡安·罗米罗抱着参议员的头，并把一串念珠放在他手中。这时罗伯特向罗米罗问道：“大家都安全，都没事吧？”胡安回答：“是的，是的，一切都会好的。”这个镜头由《生活》的摄影师比尔·艾普里奇（Bill Eppridge）和《洛杉矶时报》的波瑞斯·亚罗（Boris Yaro）拍了下来，成为这一刺杀事件最具标志性的照片。
罗伯特的妻子艾赛尔·肯尼迪站在现场拥挤的人潮外寻求帮助，她被很快带到丈夫身边并跪在旁边，罗伯特转过头，看起来也认出了她:272。几分钟后，医疗人员到达并试图将罗伯特抬上担架，但是他却很小声地说：“不要抬我”并很快失去了知觉:273。罗伯特被送到一英里外的中央接收医院时已经濒临死亡，一位大夫用力拍他的脸部并大声呼喊“鲍勃，鲍勃”，而另一位则在给其心脏做按摩。在伤者终于恢复了较为有力的心跳后，大夫将一个听诊器递给了艾塞尔以便她能听到自己丈夫的心跳声，这让她大为安心。
约30分钟后，罗伯特被转到几个街区外的好撒玛利亚人医院进行手术。附近的一家体育馆则被临时用于接收和发布参议员最新情况的新闻媒体中心。手术于太平洋标准时间凌晨3点12分开始并持续了3小时40分钟:281-282，10个半小时后，太平洋标准时间星期三下午5点半，发言人弗兰克·曼凯维奇表示大夫仍然对伤者一直没有好转的情况保持关注，情况仍然非常危急:289。
罗伯特一共被枪击中了3次，第一枪在距他仅约两厘米处开火，子弹从他的右耳后方击中头部，并与碎裂的头骨碎片一起进入了他的大脑，另外两颗子弹从他右手腋下击入体内，一颗从胸部穿出，另一颗则卡在他的后颈:85。虽然医院的医生在手术中努力将子弹和头骨碎片都取了出来，但罗伯特还是在被枪击近26小时后，太平洋标准时间6月6日凌晨1点44分与世长辞。
收到参议员的死讯后，其发言人弗兰克·曼凯维奇离开医院走到了媒体聚集的体育馆，太平洋标准时间6月6日凌晨两点，他走上讲台，花了一小会儿让自己镇定下来后，作出了以下正式声明：
“我有，呃，一个简短的……我有个简短的声明要宣布，而我现在……就会宣布。参议员罗伯特·弗朗西斯·肯尼迪于今天凌晨1点44分去世，今天是1968年6月6日。肯尼迪参议员去世时陪伴在他身边的有他的太太艾塞尔，他的妹妹史蒂文·史密斯夫人和帕特丽莎·洛福德夫人，他的妹夫史蒂文·史密斯先生，以及他的大嫂约翰·F·肯尼迪夫人。他享年42岁。谢谢大家。”

## 凶手
索罕·索罕是一位拥有约旦公民身份的巴勒斯坦阿拉伯基督徒，他出生于耶路撒冷并拥有强烈的反犹太复国主义信仰。案发后对他的家中进行搜查时发现了一本日记，上面写道：“我决心铲除RFK（罗伯特·F·肯尼迪名字的缩写）的信念已经变得越来越坚定。RFK必须死。RFK必须被杀死。罗伯特·F·肯尼迪必须要被刺杀……罗伯特·F·肯尼迪必须要在68年6月5日前被刺杀。”这说明刺杀的这一日期对他有重大意义，因为当天正是以色列及其周边阿拉伯国家爆发的第三次中东战争一周年纪念日。
当索罕被警察拘捕时，他们在其口袋中发现了一篇有关罗伯特·F·肯尼迪支持以色列的报纸文章，之后在法庭上他也作证表示自己正是在知道罗伯特的这一支持后开始恨他的:52n。1989年接受英国电视节日主持人大卫·弗罗斯特采访时他说：“我与罗伯特·肯尼迪之间唯一的联系就是他对以色列的支持以及他明显是为了伤害巴勒斯坦人而故意派给以色列的那50架轰炸机。”有学者认为，这一刺杀是由中东地区的阿以冲突在美国国内所导致的第一次重大政治暴力事件，有些人认为索罕的动机就是中东政治问题，但这样的看法被批评过于简单化，进而忽略了其更深层次的心理问题。
庭审期间，索罕的律师试图以神智失常来进行辩护，但索罕先后几次试图直接认罪。索汗在作证时声称自己用“20年的恶意预谋”杀死了肯尼迪，但自他被定罪后却又反复声称，自己完全不记得曾经犯下这一罪行，他在法庭上的认罪并没有被法官接受，并且之后也收回了。
索罕于1969年4月17日被陪审团判决有罪，并在6天后被法官判处死刑。1972年，加利福尼亚州最高法院将死刑判决改为终身监禁。在加利福尼亚州诉安德森案的判决中，该院取消了所有尚待其确定的死刑判决。2016年，索罕的假释申请被第15次否决，他的下一次假釋聽證會在2021年。目前仍在位于加利福尼亚州科灵加的欢乐谷州立监狱服刑。

## 媒体报导
枪击事件发生时，美国广播公司正准备结束对选举的报导，而哥伦比亚广播公司则已经报导完毕。直到枪击发生21分钟后，哥伦比亚广播公司才开始对这一事件进行报导。原来正在现场对罗伯特在初选中胜出进行报导的记者先是和一大群人一起挤进了事发的厨房，然后又差点被子弹打中，并且在枪手被制服后，他手中也只有录音机和没有现场直播功能的相机。美国广播公司则播出了数量不多的一些在厨房内拍摄的录像。并且与哥伦比亚广播公司和国家广播公司不同的是，ABC在大使酒店拍摄的全部录像都是黑白的，而另外两家在厨房中拍下的录像则都是彩色的，不过这些彩色录像都要在事发两个小时后经过处理了才得以播出。
洛杉矶当地一家名为KRKD广播电台的记者安德鲁·韦斯特（Andrew West）录下了枪击后的全部过程，唯独没有录到枪击时的声音。他刚刚使用连接到话筒的录音机录下了参议员的获胜演说，并询问了以下问题：
安德鲁·韦斯特：“参议员，你准备用什么样的策略来对目前还领先您的汉弗莱先生进行反击？”
肯尼迪参议员：“回去继续努力奮鬥。”
在这短暂的交流之后，韦斯特关掉了录音机并跟随参议员及其随行人员通过厨房储藏室，几分钟后，参议员就被枪杀。韦斯特马上重新打开录音机并开始对这一突发事件进行报导：
安德鲁·韦斯特：“肯尼迪参议员被枪击！肯尼迪参议员被枪击；这是真的吗？是真的吗？这……这是真的吗女士们先生们？真的发生了，他被……不仅是肯尼迪参议员，噢我的上帝。肯尼迪参议员被枪击了，还有另外一个人，一位肯尼迪竞选经理，而且可能是被打中了头部。”
几秒钟后，现场陷入了一场搏斗之中，韦斯特朝拉弗·约翰逊大喊“夺下枪，拉弗，夺下枪！”并告诉其他人“按住索罕的拇指，如果有必要的话就折断它！按住他的拇指！……你不会想又碰上一个奥斯瓦尔德！”
接下来的一星期时间里，国家广播公司共计播出了55小时的后续节目，美国广播公司43小时，哥伦比亚广播公司42小时，并且均抢占了原本其它节目或广告的时间进行报导。

## 其它理论
与罗伯特·肯尼迪的哥哥，美国总统约翰·F·肯尼迪于1963年遇刺一样，参议员的被杀也是一个受到广泛关注和分析的议题。有些参与原本调查的人得出了不同的结论，也有些认为官方的结论存在严重的问题。

### 中央情报局涉嫌理论
2006年11月，英国广播公司的《夜间新闻》介绍了由一位名叫夏恩·奥萨利文（Shane O'Sullivan）的电影制作人所做的研究，这一研究指控有多位中央情报局官员出现在刺杀当夜现场。案发当晚所拍摄下的录像影片中出现的三位男子被认为是前中央情报局高级别官员及其同事和助理，并均曾在迈阿密的“JMWAVE”反卡斯特罗行动指挥部工作过。这三人分别是“JMWAVE”行动主管丹尼尔·桑切斯·莫拉里斯、海上行动总指挥哥顿·坎培尔（Gordon Campbell）和心理战术总指挥乔治·琼尼德斯（George Joannides）。
节目采访了莫拉里斯的前律师罗伯特·沃尔顿（Robert Walton），他表示莫拉里斯曾说过：“我在达拉斯的时候我们搞掂了那个狗娘养的，而我在洛杉矶的时候我们又干掉了那个小兔崽子。”奥萨利文还在报导中说中央情报局官员拒绝对此事发表评论。并指莫拉里斯对肯尼迪一家人有着深切的仇恨，因为他认为猪湾入侵的彻底失败正是由肯尼迪的背叛造成的。
经过进一步调查后，奥萨利文推出了一部名为《RFK必须死》的纪录片，但是由于之后发现一开始被他指称为哥顿·坎培尔的男子实际上是一位已经去世的手表公司雇员迈克尔·D·罗曼（Michael D. Roman），当时他是在大使酒店参加公司的聚会。因此其包括这部纪录片在内的整个研究都受到了质疑。

### 第二个枪手理论
根据罗伯特中枪的位置推断，枪手应该是站在他的身后，但一些现场目击者表示，索罕与罗伯特是面对面站着的，由此就引出了现场还有第二个打出致命一枪凶手的推断。这一推断也得到了验尸官野口恒富的支持，他表示致命的一枪是在右耳后方约两厘米处开的枪。不过其他目击者则表示，索罕从前方靠近时，罗伯特正向左转身去与他人握手，因此索罕面对的是参议员的右侧。
2008年，当时的目击证人约翰·皮尔格声称他相信当时肯定有第二个枪手。1975年对这一案件进行重新审查期间，洛杉矶高等法院下令对现场是否有另一支开过火的枪存在予以调查，专家的结论是极少或完全没有证据可以证明这一理论。
2007年法医专家菲利普·凡·普拉格（Philip Van Praag）表示，根据他对当年一位自由撰稿人在现场录制下来音频的分析，现场一共开了13枪，但索罕的枪中只有8颗子弹。他还表示录音带中有至少两枪的间隔时间过短，从物理上来说根本不可能实现。录音带中枪响多于8次的说法也得到了法医音频专家韦斯·多利（Wes Dooley）、加利福尼亚州帕萨迪纳声音助理工程师保罗·佩加斯（Paul Pegas）、丹麦首都哥本哈根法医音频与弹道专家艾迪·B·布利克森（Eddy B. Brixen）、乔治亚州理工学院音频专家·菲尔·斯宾塞·怀特赫德（Phil Spencer Whitehead）的证实。然而其他的一些声学专家则表示，录音带上的枪响并没有超过8次。
2012年2月22日，索罕的律师威廉·弗朗西斯·佩伯和劳拉·杜塞克（Laurie Dusek）在洛杉矶的联邦地区法院提交了一份简短声明，声称是第二个枪手杀害了肯尼迪。这已经是两人自2010年10月开始后第4次也是最后一次向联邦法院递交申请人身保护令状。目前这一案件仍然在等待联邦法院的裁定。

## 后续影响

### 纪念

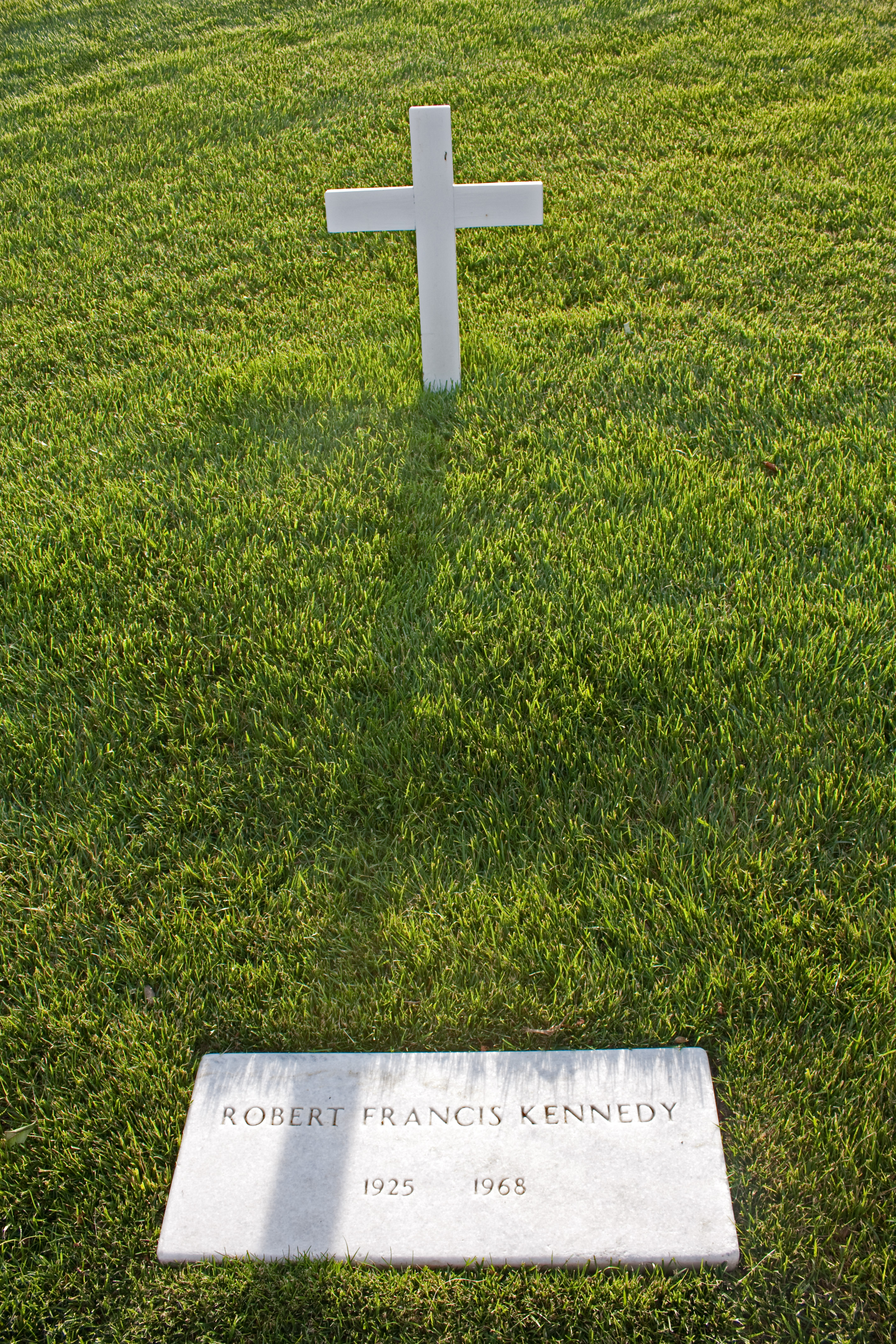
罗伯特·肯尼迪位于阿林顿国家公墓的墓碑

6月6日进行验尸后，罗伯特的尸体被送回纽约，并暂时停放在圣巴特里爵主教座堂，数千人陆续前来对之进行了瞻仰直至6月8日清晨举行的悼念仪式，罗伯特的弟弟泰德·肯尼迪在仪式上做了如下致词：
我的哥哥不需要被理想化，也不需要在他死后将之描述为一个更伟大的人；我们只要记得他是一个善良而正直的人，他看到了错误，就试图纠正，看到了苦难，就试图帮助，看到了战乱，就试图停止。让我们这些爱他并希望他安息的人们一起祈祷，让那些曾打动过他或被他打动的人们一起祈祷，就像他已经在这个国家的许多地方对许多人说过，并希望有一天会传遍世界的那样，“有些人看到事物的現況会问为什么是這樣，而我則梦想着那些未曾發生的事並問为何不變成那樣。”
悼念仪式后，罗伯特的遗体被送上了前往哥伦比亚特区的一辆慢速火车，成千上万的人们走到车站和铁轨两旁，在列车经过时表示敬意。
前往墓地的路上，送葬队伍经过了一个穷人运动抗议组织成员设立的棚户居住区，他们在林肯纪念堂前停了下来，棚户区的居民们纷纷加入其中一起高唱《共和国战歌》。
最后，罗伯特被葬在阿林顿国家公墓，他哥哥约翰的旁边，这也是这里第一次有人在晚间下葬，而下一次则是他的弟弟泰德。
这一刺杀事件后，联邦国会修改了美国特勤局的任务范围，要求其也要对总统候选人提供保护。另外几位候选人当时马上根据林登·约翰逊签署的行政命令给予了保护，又一次给当时人手、资金都严重不足的特勤局增加了工作压力。

### 1968年选举
罗伯特去世前在民主党代表中的支持率大幅落后于汉弗莱，但是很多人相信在赢得加利福尼亚州初选后，他将最终赢得民主党总统候选人提名。当年只有13个州举行初选，这意味着民主党大会的大多数代表可以按个人喜好来选择一位候选人。历史学家小阿瑟·施莱辛格认为罗伯特的个人魅力和亲和力足以令其在1968年民主党全国大会上脱颖而出赢得提名。不过，另一位历史学家迈克尔·贝斯克罗斯则认为罗伯特最终并不会获得提名。获得民主党代表提名的汉弗莱一度在民意调查中大幅落后对手，之后虽然还是站稳了脚跟，但在最终的选举中仍然以微弱差距败给了共和党候选人理查德·尼克松。

### 原文注释
1. ↑  原文是：
2. ↑  原文是：Andrew West: "Senator, how are you going to counter Mr. Humphrey and his backgrounding you as far as the delegate votes go?"
3. ↑  原文是：Senator Kennedy: "It just goes back to the struggle for it."
4. ↑  原文是：Andrew West: "Senator Kennedy has been shot!  Senator Kennedy has been shot; is that possible?  Is that possible?  It's...is it possible, ladies and gentlemen?  It is possible, he has...not only Senator Kennedy, oh my God.  Senator Kennedy has been shot, and another man, a Kennedy campaign manager, and possibly shot in the head."
5. ↑  原文是：I was in Dallas when we got the son of a bitch and I was in Los Angeles when we got the little bastard.
6. ↑  原文是：

### 脚注
1. ↑  . Los Angeles Times.   [2013-06-28]. （原始内容存档于2012-11-05）.
2. ↑  . Daily Record.co.uk.   [2013-11-01]. （原始内容存档于2012-08-16）.
3. ↑  Martinez, Michael. . CNN. 2012-04-30  [2013-11-01]. （原始内容存档于2013-10-17）.
4. ↑  Fischbach, Michael R. . Los Angeles Times. 2003-06-02  [2013-06-28]. （原始内容存档于2012-10-22）.
5. ↑  Ben-David, Lenny. . Jerusalem Post. 2008-04-04  [2013-06-28]. （原始内容存档于2012-10-17）.
6. ↑  . Biographical Directory of the United States Congress.   [2013-06-28]. （原始内容存档于2008-07-30）.
7. ↑  . On this Day (BBC). 1964-11-03  [2008-04-24]. （原始内容存档于2008-04-08）. |year=与|date=不匹配 (帮助)
8. ↑  . White House.   [2008-04-24]. （原始内容存档于2008-04-09）.
9. ↑  . On this Day (BBC). 1968-04-04  [2013-06-28]. （原始内容存档于2013-03-26）. |year=与|date=不匹配 (帮助)
10. ↑  . Minnesota Public Radio. 2005-12-10  [2013-11-01]. （原始内容存档于2012-06-14）.
11. 1 2 3 4  Moldea, Dan E. . New York: Norton. 1995. ISBN 978-0-393-03791-3.:26n
12. ↑  . Mary Ferrell Foundation.   [2013-11-01]. （原始内容存档于2013-06-27）.
13. 1 2 3 4 5 6 7 8 9 10 11  Witcover, Jules. . New York: Putnam. 1969. OCLC 452367.
14. 1 2  Witcover, Jules. . . New York: Putnam. 1969. OCLC 452367.
15. 1 2 3  . TIME. 1968-06-14  [2013-11-01]. （原始内容存档于2013-10-23）.
16. ↑  Lopez, Steve. . TIME. 1998-06-08  [2013-11-01]. （原始内容存档于2013-10-23）.
17. 1 2 3  . Newsweek. 1968-06-17: 29–30.
18. ↑   (Picture). National Museum of American History. 2007  [2008-05-14]. （原始内容存档于2008-06-08）.
19. ↑  . NikonUSA. 2004-02-04  [2012-03-29]. （原始内容存档于2004-03-25）.
20. ↑  Reynolds, Christopher. . Los Angeles Times. 2007-01-05  [2013-08-24]. （原始内容存档于2012-10-10）.
21. ↑  Heymann, C. David. . New York: Dutton. 1998: 500.
22. 1 2  . TIME. 1968-06-14  [2013-11-01]. （原始内容存档于2013-10-23）.
23. ↑  . TIME. 1969-02-21  [2013-11-01]. （原始内容存档于2013-08-19）.
24. ↑  Huntley, Chet. . NBC Nightly News (NBCUniversal Media, LLC). 1968-06-06  [2012-07-03]. （原始内容存档于2017-11-02）.
25. 1 2  . TIME. 1969-01-17  [2013-11-01]. （原始内容存档于2013-10-23）.
26. ↑  . TIME. 1969-01-31  [2013-11-01]. （原始内容存档于2013-10-23）.
27. ↑  Coleman, Loren. . New York: Paraview Pocket. 2004. ISBN 978-0-7434-8223-3.
28. ↑   18. Mary Ferrell Foundation. : 5244  [2013-11-01]. （原始内容存档于2009-09-03）.
29. ↑  . San Diego Union Tribune (Boston Globe). 2008-06-08  [2013-11-01]. （原始内容存档于2013-10-21）.
30. ↑  Clarke, James W. . British Journal of Political Science. January 1981, 11 (1): 81–104. JSTOR 193462.
31. 1 2  . TIME. 1969-03-07  [2013-11-01]. （原始内容存档于2013-10-23）.
32. ↑  Skoloff, Brian. . www.signonsandiego.com. Associated Press. 2003-03-06  [2013-11-01]. （原始内容存档于2012-10-18）.
33. ↑  . CBS. 2003-03-06  [2013-11-01]. （原始内容存档于2013-10-05）.
34. ↑  Martinez, Michael. . CNN. CNN.com. 2011-03-03  [2013-11-01]. （原始内容存档于2011-04-07）.
35. 1 2 3  . TIME. 1968-06-14  [2013-11-01]. （原始内容存档于2013-10-23）.
36. ↑  . ABC News Time Tunnel.   [2013-11-01]. （原始内容存档于2012-01-21）.
37. ↑  West, Andrew. . University of Maryland/Library of American Broadcasting. 1968-06-05  [2013-11-01]. （原始内容 (Audio)存档于2012-04-26）.
38. ↑  
Other stations also provided coverage. In 2008, on the 40th anniversary of the assassination, local CBS radio affiliate KNX (AM) made available for streaming and download a 45-minute unedited aircheck of its live coverage （页面存档备份，存于） 的存檔，存档日期2009-09-02. of the assassination, including audio from its sister station KNXT-TV (now KCBS-TV).
39. ↑  Turner, William; Christian, John. . New York: Random House. 1978.
40. 1 2 3  . BBC. 2006-11-21  [2013-11-01]. （原始内容存档于2013-10-22）.
41. ↑  O'Sullivan, Shane. . The Guardian. 2006-11-20: 10 / G2  [2013-11-01]. （原始内容存档于2013-10-15）.
42. ↑  O'Sullivan, Shane. . The Guardian (London). 2006-11-20  [2006-11-21]. （原始内容存档于2008-09-05）.
43. ↑  O'Sullivan, Shane.  (DVD). Dokument Films. 2007-11-20  [2013-11-01]. （原始内容存档于2013-09-01）.
44. 1 2  Randerson, James. . The Guardian (London). 2008-02-22  [2013-11-01]. （原始内容存档于2013-09-01）.
45. ↑  Noguchi, Thomas. . New York: Simon & Schuster. 1985. ISBN 978-0-671-46772-2.
46. 1 2   (PDF). FBI: 35.   [2009-09-02]. （原始内容 (PDF)存档于2009-09-02）.
47. ↑  . democracynow.org.   [2008-07-25]. （原始内容存档于2009-11-26）.
48. ↑  . blip.   [2013-11-01]. （原始内容存档于2013-10-23）.
49. ↑  O'Sullivan, Shane. . New York: Sterling Publishing. 2008: 478.
50. ↑  . Mary Ferrell Foundation.   [2013-11-01]. （原始内容存档于2013-05-03）.
51. ↑  . CNN Video. CNN.   [2013-11-01]. （原始内容存档于2000-08-16）.
52. ↑  Harrison, P. (2007) 'Analysis of "The Pruszynski Tape"' (report on recording of gunshots). In Ayton, M., The Forgotten Terrorist: Sirhan Sirhan and the Assassination of Robert F. Kennedy. Washington: Potomac Books.
53. ↑  Johnson, Brad; Martinez, Michael. . CNN. 2012-03-04  [2013-11-01]. （原始内容存档于2013-03-16）.
54. 1 2  Hoggard, Liz. . The Independent on Sunday. 2007-01-21  [2008-05-12]. （原始内容存档于2007-12-02）.
55. ↑  . americanrhetoric.com.   [2008-05-12]. （原始内容存档于2008-05-09）.
56. 1 2  . Arlington Cemetery.   [2010-06-19]. （原始内容存档于2010-06-19）.
57. ↑  Kotz, Nick. . . Boston: Houghton Mifflin. 2005: 422. ISBN 0-618-08825-3.
58. ↑  Engler, Mark. . The Nation. 2010-01-15  [2013-11-01]. （原始内容存档于2013-08-21）.
59. ↑  Mossman, B.C. . . Washington, D.C.: Department of the Army. 1991  [2013-08-24]. （原始内容存档于2013-06-22）.
60. ↑  . United States Secret Service.   [2013-08-24]. （原始内容存档于2008-05-13）.
61. ↑  Smith, Terence. . PBS. 2003-10-29  [2013-08-24]. （原始内容存档于2013-08-19）.
62. ↑  Kerridge, Steven. . The Guardian (London). 2007-01-27  [2013-11-01]. （原始内容存档于2013-08-24）.
63. ↑  Thomas, Evan. . New York: Simon & Schuster. 2000: 24. ISBN 978-0-684-83480-1.
64. ↑  Schlesinger, Jr., Arthur M. . Ballantine Books. 1996. ISBN 0-345-41061-0.
65. ↑  Beschloss, Michael. . The New York Times. 1996-08-11  [2013-11-01]. （原始内容存档于2013-08-24）.